# Король вестготів
Король вестготів — титул правителів Вестготського королівства.

## Історія
Титул короля вестготів заснований 418 року Валлією. Був ліквідований у 718 році внаслідок Арабського завоювання Піренейського півострова та повного зникнення Королівства вестготів як наслідок. Останнім королем вестготів був Ардо.
Протягом усього історичного розвитку постать короля вестготів пройшла етапи від вождя племені до суверенного, незалежного, повноправного монарха, що нічим своєю сутністю не відрізнявся від інших європейських правителів. Влада вестготського короля у деяких незначних аспектах була обмежена, проте загалом його влада була абсолютною. Король мав право призначати єпископів та архієпископів у межах Вестготського королівства, повинен був брати участь у Толедських соборах. До особи, що посідає престол Королівства вестготів, висувалися такі вимоги:
- король має бути дворянином, захисником Католицької віри і належати до вестготського народу;
- король обирається в Толедо або там, де помер попередній король;
- король мав присягнути перед вступом на престол, що правитиме справедливо, благочестиво, доброзичливо, не дозволить євреям зазіхати на католицизм; за короля Реккесвінта встановлено присягу на повагу до приватної власности.

Король вестготів був абсолютно недоторканною особою. Заборонялися бунти проти нього, зазіхання на його королівську владу, погані вислови про нього тощо. Король скликав Собори, давав дворянам теми для обговорення. Також він мав право призначати єпископів у своїй державі, вирішувати законодавчі питання, вести суд. Вестготський монарх міг як безперешкодно звинуватити й покарати когось, так і помилувати. Король або особисто командував військом під час походів, або назначав командувача самостійно. Окрім того, він делегував послів та депутатів, давав дозвіл на виїзд за межі королівства. За панування ранньосередньовічних феодальних порядків монарх ділив землі королівства між вельможами, надавав або забирав їх, звільняв або продавав рабів.